# Жіноча збірна Сінгапуру з хокею із шайбою
Жіноча збірна Сінгапуру з хокею із шайбою — національна жіноча збірна команда Сінгапуру, яка представляє країну на міжнародних змаганнях з хокею. Функціонування команди забезпечується Асоціація хокею Сінгапуру, яка є членом ІІХФ.

## Історія
Жіноча збірна Сінгапуру дебютувала на Кубку виклику Азії у першому Дивізіоні 2014. Після поразки від господарів збірної Гонконгу (1:7), наступного ігрового дня перемогли збірну ОАЕ 7:6 здобувши першу та єдину перемогу. 28 грудня вони поступились збірній Таїланду 1:6. Набравши два очка посіли третє місце на турнірі.
На турнірі 2016 збірна Сінгапуру здобула вдруге бронзові нагороди програвши переможцям збірній Китайського Тайбею 1:15 та другим призерам таїландкам 3:9 і обігравши дебютанток змагань збірні Малайзії 4:1 та Індії 8:1.

## Виступи на чемпіонатах світу
- 2024 – 4 місце Дивізіон III B.
- 2025 – 5 місце Дивізіон III B.